# Provinca San Cristóbal
San Cristóbal (španska izgovarjava: [ˈsaŋ kɾisˈtoβal]) je provinca Dominikanske republike. Leži na jugu države, zahodno od glavnega mesta Santo Domingo. Sprva se je provinca imenovala Trujillo po svojem ustanovitelju, diktatorju Rafaelu Trujillu, po njegovem atentatu leta 1961 pa je prevzela svoje sedanje ime. Do leta 1992 je bila del skupne province s provinco Monte Plata. Prestolnica province je mesto San Cristóbal. 
Leta 2007 je blizu mesta Hato Damas bil posnet dokumentarni film o društvu Convite, skupini gojiteljev kave in kakava. Javnosti je na voljo za ogled na spletnem portalu YouTube.

## Občine in občinski okraji
Provinca je bila 20. junija 2006 razdeljena na naslednje občine in občinske okraje (D.M.-je):
| - Bajos de Haina - El Carril (D.M.) - San Cristóbal - Cambita Garabitos - Cambita El Pueblecito (D.M.) - Los Cacaos - Sabana Grande de Palenque - Hato Damas (D.M.) - San Gregorio de Nigua - Yaguate - Villa Altagracia - La Cuchilla (D.M.) - Medina (D.M.) - San José del Puerto (D.M.) |

Spodnja tabela prikazuje števila prebivalstev občin in občinskih okrajev iz popisa prebivalstva leta 2012. Mestno prebivalstvo vključuje prebivalce sedežev občin/občinskih okrajev, podeželsko prebivalstvo pa prebivalce okrožij (Secciones) in sosesk (Parajes) zunaj okrožij.
| Občina                    | Skupno prebivalstvo | Mestno prebivalstvo | Podeželsko prebivalstvo |
| ------------------------- | ------------------- | ------------------- | ----------------------- |
| Bajos de Haina            | 158.985             | 79.856              | 79.129                  |
| Cambita Garabitos         | 42.589              | 18.659              | 23.930                  |
| Los Cacaos                | 49.858              | 9.652               | 40.206                  |
| Sabana Grande de Palenque | 30.247              | 12.589              | 17.658                  |
| San Cristóbal             | 275.232             | 178.574             | 96.658                  |
| San Gregorio de Nigua     | 40.589              | 20.154              | 20.435                  |
| San Gregorio de Yaguate   | 92.586              | 46.058              | 46.528                  |
| Villa Altagracia          | 169.655             | 78.623              | 91.032                  |
| Provinca San Cristóbal    | 859.741             | 444.165             | 415.576                 |

Za celoten seznam občin in občinskih okrajev države, glej Seznam občin Dominikanske republike.  